# تابعیت رومی

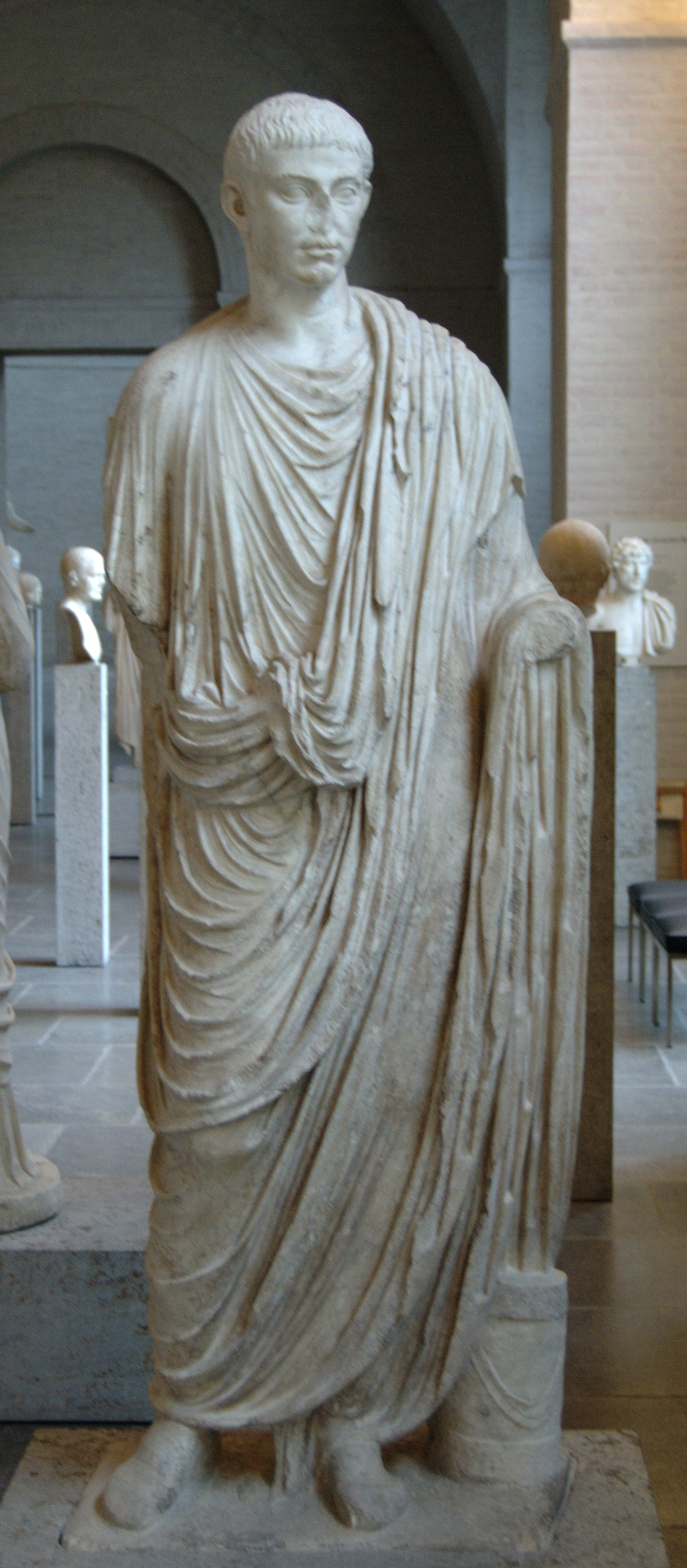
تندیس یک جوان رومی که جبه پوشیده است و این جبه نشان شهروندی رومی است_سال ۲۰ الی ۳۰ میلادی

تابعیت رومی (انگلیسی: Roman citizenship) شهروندی در روم باستان (لاتین: civitas) یک موقعیت ممتاز سیاسی و قانونی بود که به افراد آزاد با توجه به قوانین، اموال و حکومت اعطا می‌شد. شهروندی در روم باستان پیچیده و بر اساس بسیاری از قوانین، سنت‌ها و شیوه‌های فرهنگی متفاوت بود. چندین نوع مختلف شهروندی وجود داشت که بر اساس جنسیت، طبقه و وابستگی‌های سیاسی فرد تعیین می‌شد، و وظایف یا انتظارات دقیق یک شهروند در طول تاریخ امپراتوری روم متفاوت بود.